# 蒂拉丘地
蒂拉丘地（英語：Tillya Tepe, Tillia tepe or Tillā tapa）是位于阿富汗朱兹詹省希比尔甘附近的一处考古遗址，于1978年（苏联入侵阿富汗的前一年）由前苏联考古学家维克托·萨瑞阿尼迪在阿富汗北部发现并主持发掘。蒂拉丘地是2017年在故宫博物院浴火重光展览的官方译名，之前在网络上或音译为梯里亚特佩、提尔亚提普等，被称为“黄金之丘”。
1978年，考古学家维克托·萨瑞阿尼迪发现了6个游牧部落的古代墓葬，出土了21618件工艺精湛的精美金器。这些游牧部落可能是王室成员，生活在公元前100年至公元100年之间。他们习惯于随时携带自己的财物。这些艺术品包括数千件小珠宝和其他饰品，这些都可缝在他们的衣服内。
塔利班上台后开始毁坏喀布尔博物馆中的艺术品，而一些宝藏被勇敢的人们藏了起来，得到了保护。这些藏品直到2003年才再次露面，此时它的故土也已变得更稳定、更安全。